# Martje (Schiff)
Bei dem Seenotrettungsboot (SRB) Martje handelte es sich um ein Boot der so genannten 7-Meter-Klasse der Deutschen Gesellschaft zur Rettung Schiffbrüchiger (DGzRS). Hergestellt wurde das Boot im Jahre 1972 von der Evers-Werft in Niendorf unter der Baunummer 508.
Die interne Bezeichnung lautete KRST 15.

## Namensgebung
Bei dem Namen Martje handelt es sich um einen friesischen Frauennamen.

## Technische Ausstattung
Das Seenotrettungsboot war mit Funkanlagen, Echolot, GPS, Fremdlenzpumpe und einer Bergungspforte ausgestattet.
Das Boot besaß, wie alle „echten“ Boote der 7-m-Klasse, kein Radargerät (nähere Erläuterung dazu: Seenotrettungsboot Kaatje).

## Stationierungen
Erster Stationierungsort der Martje war Schilksee, dort war das Boot vom 16. März 1972 bis Mai 1973 im Einsatz. Ab dem 15. Mai 1973 bis 1976 lag die Martje in Damp, danach erfolgte die Verlegung zurück nach Schilksee, wo das Boot bis zum Ausmusterungsdatum 2. Dezember 1987 verblieb. Es erfolgte ein Verkauf an den Königlich Bayerischen Yachtverein am Starnberger See, der das Boot im April 1999 in Privathand verkaufte. Soweit bekannt, liegt das Boot derzeit (Stand 2005) an der Donau.